# Les Tiny Toons
Vous pouvez aider à l'améliorer ou bien discuter des problèmes sur sa page de discussion.
- Il ne cite pas suffisamment ses sources. Vous pouvez indiquer les passages à sourcer avec {{référence nécessaire}} ou {{Référence souhaitée}}, et inclure les références utiles en les liant aux notes de bas de page. (Marqué depuis mars 2024)
- Certaines informations devraient être mieux reliées aux sources mentionnées dans la bibliographie ou les liens externes. Améliorez sa vérifiabilité en les associant par des références. (Marqué depuis mars 2024)

- Archive Wikiwix
- Bing
- Cairn
- DuckDuckGo
- E. Universalis
- Gallica
- Google
- G. Books
- G. News
- G. Scholar
- Persée
- Qwant
- (zh) Baidu
- (ru) Yandex
- (wd) trouver des œuvres sur Wikidata

 (décembre 2020).
La mise en forme du texte ne suit pas les recommandations de Wikipédia : il faut le « wikifier ».
Les points d'amélioration suivants sont les cas les plus fréquents. Le détail des points à revoir est peut-être précisé sur la page de discussion.
- Les titres sont pré-formatés par le logiciel. Ils ne sont ni en capitales, ni en gras.
- Le texte ne doit pas être écrit en capitales (les noms de famille non plus), ni en gras, ni en italique, ni en « petit »…
- Le gras n'est utilisé que pour surligner le titre de l'article dans l'introduction, une seule fois.
- L'italique est rarement utilisé : mots en langue étrangère, titres d'œuvres, noms de bateaux, etc.
- Les citations ne sont pas en italique mais en corps de texte normal. Elles sont entourées par des guillemets français : « et ».
- Les listes à puces sont à éviter, des paragraphes rédigés étant largement préférés. Les tableaux sont à réserver à la présentation de données structurées (résultats, etc.).
- Les appels de note de bas de page (petits chiffres en exposant, introduits par l'outil «  Source ») sont à placer entre la fin de phrase et le point final[comme ça].
- Les liens internes (vers d'autres articles de Wikipédia) sont à choisir avec parcimonie. Créez des liens vers des articles approfondissant le sujet. Les termes génériques sans rapport avec le sujet sont à éviter, ainsi que les répétitions de liens vers un même terme.
- Les liens externes sont à placer uniquement dans une section « Liens externes », à la fin de l'article. Ces liens sont à choisir avec parcimonie suivant les règles définies. Si un lien sert de source à l'article, son insertion dans le texte est à faire par les notes de bas de page.
- La présentation des références doit suivre les conventions bibliographiques. Il est recommandé d'utiliser les modèles {{Ouvrage}}, {{Chapitre}}, {{Article}}, {{Lien web}} et/ou {{Bibliographie}}. Le mode d'édition visuel peut mettre en forme automatiquement les références.
- Insérer une infobox (cadre d'informations à droite) n'est pas obligatoire pour parachever la mise en page.

Pour une aide détaillée, merci de consulter Aide:Wikification.
Si vous pensez que ces points ont été résolus, vous pouvez retirer ce bandeau et améliorer la mise en forme d'un autre article.
Les Tiny Toons (Tiny Toon Adventures) est une série télévisée d'animation américaine en 98 épisodes de 22 minutes, créée par Tom Ruegger, produite par Steven Spielberg et diffusée entre le 14 septembre 1990 et le 6 décembre 1992. Le pilote a été diffusé sur CBS. Les deux premières saisons ont été diffusées en syndication jusqu'en 1992, puis dans le bloc de programmation Fox Kids.
En France, la série a été diffusée à partir du 26 janvier 1991 dans l'émission Décode pas Bunny sur Canal+. Rediffusion dans l'émission Pince-moi je rêve en avril 1992 sur Antenne 2, dans Télévisator 2, et Warner Studio sur France 2, dans Les Minikeums sur France 3 et enfin sur Boomerang puis sur Boing et sur Canal+ Family. Au Québec, la série a été diffusée à partir du 7 septembre 1991 à la Télévision de Radio-Canada.
La série sera suivie par le reboot (en) Tiny Toons Looniversity en 2023, diffusé sur Cartoon Network et à partir du 13 mai sur boomerang(France)r  .

## Synopsis
À Loonyversity ACME, les jeunes Toons tels que Babs et Buster Bunny essaient d'étudier et devenir des vraies légendes de dessin animé comme leurs maîtres Bugs, Porky, Daffy et les autres. Mais malheureusement pour eux, le chemin de la gloire est long et semé d'embûches. Ils devront faire leurs preuves et résoudre des situations cocasses et inattendues au fil des épisodes avant d'accéder au rang de stars. De plus les parents des protagonistes ont le visage non visible.
Certains épisodes racontent une seule histoire, d'autres sont divisés en plusieurs segments, parfois reliés par une trame narrative et des sketchs de présentation.

## Personnages principaux
| Nom                         | Mentor            |
| --------------------------- | ----------------- |
| Buster Bunny                | Bugs Bunny        |
| Babs Bunny                  | Bugs Bunny        |
| Plucky Duck                 | Daffy Duck        |
| Hamton J. Pig               | Porky Pig         |
| Dizzy le diable de Tasmanie | Taz               |
| P'tit Minet                 | Sylvestre le chat |
| Sweety                      | Titi              |
| Bip Jr.                     | Bip-Bip           |
| Calamity Coyote             | Vil Coyote        |
| Elmyra Duff                 | Elmer Fudd        |
| Montana Max                 | Sam le pirate     |
| Shirley la Loon             | Mélissa Duck      |
| Fifi la Moufette            | Pépé le putois    |
| Lil'Sneezer                 | Sniffles          |

Buster Bunny :
Héros principal de la série. C'est un jeune lapin bleu, vêtu d'un tee-shirt rouge. Manquant parfois de confiance en lui sur le plan physique, il est intelligent et astucieux et fait fréquemment tourner en bourrique ses antagonistes, comme le faisait son mentor, Bugs Bunny
Sa relation avec Babs oscille entre l'amitié et l'amour, selon les épisodes : lorsque celle-ci semble lui faire une réflexion sur sa musculature, il cherche ainsi à renforcer son physique.
Dans certains épisodes, il est M. Populaire et porte une veste blanche. Il donne alors des conseils (généralement catastrophiques) aux autres tiny toons pour qu'ils deviennent plus populaires.
Babs Bunny :
Autre héroïne de la série, elle partage de nombreuses caractéristiques avec Buster. C'est une jeune lapine rose, vêtue d'une robe violette et d'un tee-shirt jaune. Elle a un caractère plus moqueur que Buster, ce qui lui vaut parfois des disputes avec ses amies, Shirley et Fifi.
Elle a de nombreux frères et sœurs.
Plucky Duck :
C'est un canard vert, vêtu d'un tee-shirt blanc. Il habite seul dans un marais. Il partage de nombreux traits de caractère avec Daffy Duck, son mentor : il est ainsi égoïste, avare, manipulateur, lâche, flatteur, paresseux... et ses plans se retournent souvent contre lui.
Il est fréquemment en duo avec Hampton. Dans certains épisodes, il semble aussi sortir avec Shirley, même s'il se moque de son intérêt pour le paranormal - qu'il tente aussi parfois d'utiliser.
Il a un alias super-héroïque nommé Super Toxic, ou justicier toxico-canardeur, selon les épisodes.
Hamton J. Pig :
Ce cochon, maniaque de la propreté, vit dans une maisonnette située dans une ferme. Il porte une salopette bleue et; comme Porky Pig, est bègue. Dans la plupart des épisodes, il forme un duo avec Plucky qu'il tente (sans succès) de raisonner.
P'tit Minet :
P'tit Minet est un chat au pelage bleu, avec un pansement au bout de la queue. Sa vie oscille, selon les cartoons, entre la rue dans laquelle il tente de survivre à la recherche de nourriture et la maison d'Elmyra.
Swettie Bird :
Sweetie est un canari rose. Elle peut se montrer particulièrement violente avec P'tit Minet lorsqu'il tente de la manger. Elle est aussi un prédateur pour Petit ver.
Fifi la moufette :
Fifi est une moufette violette. Amatrice de romans à l'eau de rose, elle recherche l'amour. Elle est amie avec Babs et Shirley et sort parfois avec Hamton.
Sirley La Loon :
Shirley est une cane. Elle porte un t-shirt et un nœud papillon rose. Elle est amie avec Babs et Fifi et sort parfois avec Plucky. Elle possède des pouvoirs psychiques.
Dizzy :
Dizzy est un diable de Tasmanie violet qui vit dans une grotte. Comme Taz, son mentor, il est capable de tournoyer sur lui-même à grande vitesse pour tout détruire.
Gogo le dodo :
Gogo est le dernier dodo. C'est un toon vert qui tire ses capacités de sa loufoquerie. Celle-ci est tellement forte, même par rapport aux autres tiny toons, qu'il vit dans un pays à part, Wackyland.
Concord Condor :
Concord est un condor violet vivant dans un zoo. IL apprécie le confort moderne, même s'il est parfois tenté par un retour à la vie sauvage.
Calamity Coyote :
Calamity Coyote est un utilisateur et inventeur de machines géniales, qui se retournent souvent contre lui. Il est avide, cherchant à capturer Buster pour Elmira contre plusieurs mois d'argent de poche, et, comme Will Coyote, ne parle pas et s'exprime par le biais de pancartes.
Il cherche à attraper Bip Junior depuis qu'il est bébé. Son déménagement en ville pour suivre son père n'a pas changé cette obsession.
Li'll Sneezer :
Ce bébé souris porte une couche. Ses éternuements dévastateurs constituent sa principale caractéristique. 
Elmyra Duff :
Cette petite fille rousse porte une jupe blanche et un tee-shirt et un nœud papillon verts, ce dernier ayant une décoration de tête de mort. Elle se caractérise par un amour obsessionnel des animaux qu'elle tente, sans leur demander leur avis, de câliner, de chouchouter et de serrer très très fort dans ses bras. La façon dont elle les traite les conduit souvent à des blessures et elle est crainte par toute la faune du pays Acme.
Elle est également amoureuse de Montana Max.
Dans la troisième saison de la série Minus et Cortex, elle formera un trio avec les deux souris.
Montana Max :
Principal antagoniste de la série, cet enfant est extrêmement riche, malhonnête et égoïste. Il est fréquemment en conflit avec Buster Bunny.
Dans l'épisode Citizen Max (qui est une parodie de Citizen Kane), on apprend qu'il était autrefois un enfant pauvre et généreux, ami de Buster. Les choses ont complètement changé lorsque ses parents ont gagné au loto. Il s'est ensuite approprié leur fortune et les a mis à la porte.
Arnold :
Arnold est un grand chien blanc très musclé mais pas très intelligent, parodiant Arnold Schwarzenegger. Selon les épisodes, il occupe des fonctions variées, comme garde du corps de Montana Max, professeur dans une salle de sport ou gardien de zoo.

## Épisodes
1. Les maniaques de l'image
2. Les blablateuses
3. Le bijou de la reine
4. Le guide du parfait tire-au-flanc
5. L'expédition du Kon-duck
6. Tout un poème / Le vendeur de bicyclette / Les jeux olympiques
7. "Bunnochio" / Les mésaventures d'une famille ours
8. Boulevard des rêves perdus
9. La chasse au trésor
10. Un zappeur sachant zapper
11. Retombée en enfance / La dissection / Fenêtre et châtiment
12. Washintoon
13. Le tour d'Europe en 30 minutes
14. Buster et les cow-boys
15. Buster détective / L'auberge hantée / Le héros du XXIVe siècle
16. Retour vers le passé
17. O'plucky l'Irlandais / Parfun d'ivresse / Le canard à l'orange
18. Les péripéties d'une tortue / Pauvre bébé / Va chercher la baballe
19. Le clip des Tiny Toons
20. Un amour de dinosaure
21. ACME home shopping show / Le pique-nique des ours / La bunny-sister
22. La métamorphose / L'ami imaginaire
23. Aventure au centre de la Terre
24. Le royaume des loufoques
25. Le dévastateur / Coucou, fais-moi peur / S.O.S. moustiques !
26. L'otage infernal
27. Le canard lacté
28. Pourquoi Dizzy ne sait pas lire ? / Le robot qui voulait être célèbre / Taux d'alcoolennemi
29. Le film de monstre vraiment très très effrayant d'Elmyra
30. À la recherche de la star perdue / Fields of Honey
31. Tel est pris qui croyait prendre / Riches, célèbres et pourris / Concerto pour enclume
32. Plucky chez les ploucs / Docteur Hampton et mister Jambon / Un condor casanier
33. Noir et blanc
34. Sur un air de mambo
35. Bon pour la marmite / Canard à la moma
36. Le calvaire des bêbêtes
37. Le début d'une folle aventure
38. Buster et Babs mènent l'enquête
39. La bêbête qui monte
40. Plucky à Hollywood
41. Bon anniversaire Hampton / Prêt à jouer / Le tchatcha du ruban
42. Le bal de fin d'année
43. Citizen Max
44. Le guide du branché / Les limaces samourais / Qui chasse qui ?
45. Lapin des bois / Être ou paraître… / Le tour du monde avec Elmyra
46. Coup de tornade / Comment fonctionnent les toons / Rien à éternuer
47. Petit chien perdu / Une invitation fracassante / Pauvre petit minet
48. Un top d'enfer
49. Plucky super star / Les apprentis voleurs
50. Concert de fausses notes / Instrument à vent(s) / L'angoisse quelque part
51. Babs brûle les planches / Le pot initiatique / Une histoire ancienne
52. Crise de rire / Le maître rageur / La mouche et le cerf-volant
53. Une fête à tous casser
54. La poupée qui dit non / Camping au lac boogie-boogie / Égomaniaques
55. Le savant fou
56. Examens de passage / Le petit snif / Les gros mots, c'est pas beau
57. Un tour de cochon / Buster & Babs à Hawaï
58. Le Tiny Toons show
59. Les années branchées / Pas de pitié pour Montana Max / Section non-fumeurs
60. Dizzy est un vrai mec / Le retour de super toxic / Le gâteau de mes cauchemars
61. Monsieur muscle / Le karma de l'insecte / C'est pas moi, c'est l'autre
62. Un cochon très senti-mental / Le centre du citron pressé / Un canard dans la marée noire
63. L'amour matraque / Le trio infernal
64. Les mésaventures de Toilettor / Forêt en péril / Les pollueurs sont les payeurs
65. Louez-vous un ami / Babs est de corvée / Touche pas à la fourrure
66. Debout patriotes ! / À table ! / Le corbeau
67. Côte d'amour / Elmyra fait le ménage / Incroyable mais stupide
68. Le proviseur / Les nourritures spirituelles / Terreur à l'infirmerie
69. Treize à la douzaine
70. Golf minuscule / Le monde sous-marin de Fifi
71. Tout feu, tout flamme / Vous avez dit de l'art / Arrêtez le massacre
72. Les témémaniaques
73. Le coup des lapins / Le strip-tease de Hampton / Humoristiquement vôtre
74. Jour de rentrée / Silence on tourne / Chico kokolina
75. Sauvez les puces !
76. Les Tiny Toons traînent la plume
77. Max et les rappeurs
78. Bat canard et son pigeon / L'œil plus gros que le ventre
79. Le guide de la drague / L'amour toujours / Le manège du bonheur
80. Lard et la manière
81. L'école du charme / Tour de passe-pattes / Un canard pas veinard
82. Buster et le carcajou
83. Tennis la malice / Dizzy presquilles / Golf loufoque
84. Le clown du spectacle
85. Tu vas voir quand ton père vas rentrer / Concorde, le gentil condor / Les bêbêtes de l'au-delà
86. P'tit minet chat de garde / Effluves amoureux / Un festin de rêve
87. Un orphelin de malheur / Le retour de super toxic 2 / Un après-midi de chien
88. Super Babs / Le canard de l'espace / Busters Jones
89. Le calvaire des bêbêtes
90. Un parfun de baleine

## Voix françaises
- Luq Hamet : Buster Bunny / Plucky Duck
- Barbara Tissier : Babs Bunny / Mémé
- Joëlle Guigui : Shirley / Sweety
- Patrick Guillemin : Hamton / Daffy Duck / Pépé le Putois / Porky Pig /Charlie le Coq / Elmer Fudd / Sam le Pirate /Taz / Grosminet
- Sybille Tureau : Fifi la mouffette
- Mario Santini : Gogo le dodo
- Michel Modo / Roland Timsit : Dizzy Devil
- Emmanuel Garijo : Montana Max
- Véronique Alycia : Elmyra Duff
- Guy Pierauld : Bugs Bunny
- Régine Teyssot : Sneezer

 Source et légende : version française (VF) sur RS Doublage

## Autour de la série
- Le scénario de l'épisode Buster et le carcajou est une adaptation à la manière Tiny Toons du conte musical de Sergueï Prokofiev Pierre et le Loup.
- La série n'a pas été redoublée par les voix françaises actuelles des Looney Tunes, ce qui explique pourquoi Bugs Bunny n'est pas été doublé par Gérard Surugue dans cette série.
- Dans l'épisode Le bal de fin d'année, Buster regarde une projection d'un dessin animé de Bugs Bunny, le Lapin de labo, où il apprend la danse déjantée que son idole avait inventé durant ce dessin animé et que tout le monde danse à la fin de l'épisode.
- Dans l'épisode Buster et Babs mènent l'enquête, Bugs Bunny avait obtenu un Oscar pour son dessin animé Les Peureux Chevaliers de la Table ronde.

## Produits dérivés

### Film (1992)
- Les Vacances des Tiny Toons (Tiny Toon Adventures: How I Spent My Vacation)

### Jeux vidéo
NES
- Tiny Toon Adventures (1991)
- Tiny Toon Adventures Cartoon Workshop (en) (1992)
- Tiny Toon Adventures 2: Trouble in Wackyland (1992)

Game Boy
- Tiny Toon Adventures: Babs' Big Break (1992)
- Tiny Toon Adventures 2: Montana's Movie Madness (1993)
- Tiny Toon Adventures: Wacky Sports Challenge (en) (1994)

Super Nintendo
- Tiny Toon Adventures: Buster Busts Loose! (1992)
- Tiny Toon Adventures: Wacky Sports Challenge (en) (1994)

Mega Drive
- Tiny Toon Adventures: Buster's Hidden Treasure (1993)
- Tiny Toon Adventures: ACME All-Stars (1994)

PC / Mac
- Tiny Toon Adventures: Buster and the Beanstalk (en) (1996) sur MS-DOS, Mac OS, Windows

PlayStation
- Tiny Toon Adventures: The Great Beanstalk (en) (1998)
- Tiny Toon Adventures: Toonenstein (en) (1999)
- Tiny Toon Adventures: Plucky's Big Adventure (en) (2001)

Game Boy Color
- Tiny Toon Adventures: Buster Saves the Day (en) (2001)
- Tiny Toon Adventures: Dizzy's Candy Quest (en) (2001)

Game Boy Advance
- Tiny Toon Adventures: Wacky Stackers (en) (2001)
- Tiny Toon Adventures: Buster's Bad Dream (2002)

Autre
- Tiny Toon Adventures: Defenders of the Universe (en) (projet annulé prévu sur PlayStation 2 et GameCube)